# 乳酸菌LS1
乳酸菌LS1（にゅうさんきん エルエスワン）(= Lactobacillus salivarius TI2711) は、東海大学医学部感染症研究室 古賀泰裕教授のグループにより健康なヒトの口腔内から分離された乳酸菌である。口腔内の悪玉菌である歯周病原菌を抑制し、口腔内細菌叢を正常化する善玉菌としての働きを持つ。以下に述べるとおり安全性と歯周病原細菌に対する有効性や口臭減少効果が認められており、プロバイオティクスとして株式会社湖池屋の販売する『乳酸菌LS1』に使用されている。

## 安全性
乳酸菌の産生する乳酸はう蝕の原因になる可能性があることから、乳酸菌を口腔内で使用するには注意が必要である。しかし、乳酸菌LS1は以下の点よりう蝕に対してや食品としての安全性が確認されている。
1. 日本細菌学会バイオセイフティ-レベルでレベル1、「ヒトに疾病を起こし、或は動物に獣医学的に重要な疾病を起こす可能性のないもの」でかつ「日和見感染の可能性のない菌」に分類されている。
2. LS1は酸に弱く、自ら産生する酸によって死滅する性質を持っている。
3. 動物実験、及びヒト臨床試験（100例以上）でう蝕の発生や進行が起こらないことを確認している。

## in vitro試験
LS1と歯周病原菌Porphyromonas gingivalisの初期菌数をともに1{\displaystyle \times }108 cfu{\displaystyle /}gとして混合培養を行うと、9時間後にP. gingivalis菌数は検出限界以下となった。また、P. gingivalisの初期菌数を1{\displaystyle \times }102 cfu{\displaystyle /}gとした場合でも、24時間後にはP. gingivalis菌数は検出限界以下となった。

## ヒト臨床試験

### 唾液中の細菌数検査
被験者57名に対し、LS1菌数が1日当り1{\displaystyle \times }108 cfu{\displaystyle /}gとなるようにLS1含有錠菓を服用させ、服用開始前と服用開始4週後に唾液を採取し、唾液中の黒色色素産生嫌気性桿菌数(P. gingivalisを含む)を測定した。その結果、LS1服用により黒色色素産生嫌気性桿菌数は平均で4.0{\displaystyle \times }106 cfu{\displaystyle /}gから2.0{\displaystyle \times }105 cfu{\displaystyle /}gへと有意に減少した。

### 歯肉縁下プラーク細菌数検査
被験者LS1服用群38名、プラセボ服用群39名に対しLS1菌数が1日当り2{\displaystyle \times }108cfu{\displaystyle /}gとなるようにLS1含有錠菓を服用させ、歯周ポケット中の歯肉縁下プラークを服用開始前、服用開始4週後、12週後、服用中止4週後に採取し歯周病原菌数を測定した。その結果、4週後のLS1服用群ではP. gingivalis菌数は平均値で服用前の1.1{\displaystyle \times }105から2.8{\displaystyle \times }104と有意な減少が認められた。さらに12週後でもP. gingivalis菌数は減少した状態を維持していた。しかし服用を中止すると、P. gingivalis菌数は増加し、服用開始前と同程度の菌数となった。一方、プラセボ服用群では有意な増減は認められなかった。

## 口臭への効果
口臭測定装置「ハリメーター」により「口臭あり」と判定された20名に対しLS1菌数が1日当り2{\displaystyle \times }108 cfu{\displaystyle /}gとなるようにLS1含有錠菓を服用させ、服用開始前、開始4週後、8週後に口臭を測定した。その結果、約3分の2は服用8週間後に口臭の消失が確認された。また、8週後に口臭ありとされた被験者でも口臭の減少が認められた。